# Iron Monkey/Church of Misery
| Recensione | Giudizio |
| ---------- | -------- |
| AllMusic   |          |

Iron Monkey/Church of Misery è uno split album dei gruppi musicali doom metal Iron Monkey e Church of Misery, pubblicato nel 1999. L'album fu originariamente distribuito in due dischi in vinile da 10", per poi essere masterizzato su CD. Le prime tre tracce sono state eseguite dagli Iron Monkey, le restanti tre dai Church of Misery.

## Tracce
1. Sleep to Win – 9:57 (Iron Monkey)
2. Arsonaut – 4:50 (Iron Monkey)
3. Kiss of Death – 1:47 (Corrosion of Conformity)
4. Murder Company – 7:54 (Lucas, Mikami)
5. Son of a Gun – 9:06 (Berkowitz, Mikami)
6. Where Evil Dwells – 5:02 (Mikami, Ramirez)

## Formazione
Church of Misery
- Nobukazu Chow - voce
- Tomohiro Nishimura - chitarra
- Tatsu Mikami - basso
- Hideki Shimizu - batteria

Iron Monkey
- Johnny Morrow - voce
- Dean Berry - chitarra
- Jim Rushby - chitarra
- Doug Dalziel - basso
- Justin Greaves - batteria